# Alhassan Brimah
Alhassan Brimah est un boxeur ghanéen né le 9 novembre 1937 à Accra.

## Carrière
Alhassan Brimah remporte la médaille d'or dans la catégorie des poids moyens aux championnats d'Afrique de boxe amateur 1962 au Caire.
Aux Jeux olympiques d'été de 1960 à Rome, il est éliminé au deuxième tour dans la catégorie des poids super-welters par le Soviétique Boris Lagutin.